# Korytnica (dopływ Revúcy)
Korytnica – duży, obfity w wodę potok w zachodniej części Niżnych Tatr na Słowacji, na obszarze krainy Liptów. Prawobrzeżny dopływ Revúcy. Długość 13,5 km. W większej części swego toku płynie Doliną Korytnicką.
Źródła na wysokości ok. 950 m n.p.m. na wschodnich zboczach Przełęczy Donowalskiej i północno-wschodnich szczytu Baník (1056 m). Spływa początkowo w kierunku wschodnim, u podnóży Hadliarki (1211 m) zmienia kierunek na północny. Dalej na długości blisko 9 km płynie już Doliną Korytnicką praktycznie prosto w kierunku północnym, by na  wysokości centrum zabudowań Liptowskiej Osady, na wysokości 595 m n.p.m. ujść do Rewúcy. 
Główne prawobrzeżne dopływy to: potok spływający doliną Veľká Šindlarka, Barborinský potok spływający spod Przełęczy Hiadelskiej, Medokýš płynący przez uzdrowisko Korytnica-kúpele oraz Patočiny spod Wielkiej Chochuli. Bezimienne lewe dopływy zbierają wodę z masywu Zwolenia, północno-wschodnich stoków Małego Zwolenia i szczytu Končitá. 
Wzdłuż koryta potoku Korytnica prowadzi droga krajowa nr 59.